# Sascha Lewandowski
Sascha Lewandowski (ur. 5 października 1971 w Dortmundzie, zm. 8 czerwca 2016 w Bochum) – niemiecki trener piłkarski.

## Kariera piłkarska
Lewandowski jako junior grał w Eintrachcie Dortmund, a jako senior w VfR Sölde.

## Kariera trenerska
Karierę jako trener Lewandowski rozpoczął w juniorach Eintrachtu Dortmund. Następnie trenował juniorów zespołów SG Wattenscheid 09 oraz VfL Bochum, gdzie prowadził także rezerwy. W 2007 roku został szkoleniowcem drużyny U-19 Bayeru 04 Leverkusen. Po pięciu latach pełnienia tej funkcji, został trenerem pierwszej drużyny Bayeru, grającej w Bundeslidze. Przed zakończeniem rozgrywek Bundesligi sezonu 2013/2014 zwolniony z funkcji szkoleniowca Bayeru.
Od 31 sierpnia 2015 do 4 marca 2016, Lewandowski pracował w klubie Union Berlin. Zmarł 8 czerwca 2016 r. w Bochum, policja poinformowała, że popełnił samobójstwo.